# Serviciile în România

## Piața de avocatură
În prezent (iulie 2010) avocații români pot oferi consultanță sau pot pleda în instanțele din toate celelalte state din Uniunea Europeană, excepție făcând Grecia și Luxemburg.
De la 1 ianuarie 2007, când România și Bulgaria au aderat la UE, statele membre erau obligate să transpună în legislația proprie directiva care obligă statele Uniunii Europene să recunoască reciproc profesia de avocat.
Atunci atât românii, cât și bulgarii ar fi trebuit să primească dreptul de a profesa liber avocatura oriunde în Uniune.
La finele anului 2007 însă, 22 dintre cele 27 de state membre UE nu aveau legi naționale prin care să le recunoască apărătorilor români și bulgari dreptul de a profesa liber.
Ca atare, Comisia Europeană le-a chemat în fața Curții Europene de Justiție.
Ca urmare a acestei presiuni, majoritatea statelor s-au conformat.

### Piața de avocatură de business
Piața de avocatură de business a fost evaluată pentru anul 2008 la 150-200 milioane de euro, printre cei mai mari jucători de profil fiind Nestor Nestor Diculescu Kingston Petersen (NNDKP), Mușat & Asociații, Țuca Zbârcea & Asociații, Boștină și Asociații, Popovici Nițu & Asociații, CMS Cameron McKenna și Salans.
În anul 2008, primele 15 case de avocatură de business din punct de vedere al cifrei de afaceri au emis facturi cumulate de 481,1 milioane lei (130,7 milioane euro), acesta fiind cel mai bun an pentru firmele locale de profil.
În anul 2010, piața de avocatură din România s-a ridicat la 160 milioane de euro, nivel similar cu cel din 2009.

## Piețe de consultanță
Piața de consultanță se situează la circa 460 milioane euro în anul 2008. Ponderea cea mai mare o au segmentele de audit și consultanță financiară (segment estimat la 140-150 milioane euro) și de consultanță juridică (circa 130-140 milioane euro). Ritmul de creștere cel mai puternic se regăsește pe segmentul de piață corporate finance și investment banking.
Piața autohtonă de consultanță fiscală și audit a fost estimată în 2007 la valoarea de aproximativ 300 milioane de Euro, fiind dominată de firmele din grupul Big Four (PricewaterhouseCoopers, KPMG, Ernst & Young și Deloitte Touche Tohmatsu), alături de firme considerate din eșalonul doi, cele de după Big Four, respectiv BDO Romania, Mazars, Baker Tilly, Scot&Company Consulting sau Moore Stephens Riff.

### Piața de consultanță în management
- Conform estimărilor, veniturile totale ale firmelor de consultanță în management din România au fost de 200 milioane de euro în 2005, pe piața din Polonia au fost de 240 milioane de euro, iar in cea din Ungaria - de 251 milioane de euro[7]. România a înregistrat o rată medie de creștere a pieței de profil de 20% în aceeași perioadă, a treia după Danemarca (cu 23%) și după Marea Britanie (cu 26,6%). Polonia s-a situat la nivelul de 10%, iar Ungaria - la cel de 11%[7].
- Pe piața româneasca există aproximativ 600 de firme de consultanță și training în management, dintre care 550 cu cifre de afaceri anuale sub 100.000 de euro, 40‑50 între 100.000 și un milion de euro și 10-15 de peste un milion de euro pe an[7].

Cererea de servicii de consultanță în management tinde să fie mai uniform distribuită geografic decât oferta, care este concentrată în bună măsură în marile centre economice.

## Piața de publicitate
- În anul 2009, piața de publicitate din România a fost de 339 milioane euro. Din punctul de vedere al mediului de comunicare, cheltuielile au fost: televiziune - 222 milioane euro, print - 37 milioane, online - 13 milioane[9]
- Pentru anul 2008, cheltuielile nete de publicitate în România sunt estimate la 625 milioane de Euro. Valoarea este cu 32% mai mare decât cea din 2007[10]. Din anul 2000, compania Alfa Cont Media Watch monitorizează consumul de publicitate pe televiziune, presă și radio.
- În anul 2005, încasările din publicitate au fost: televiziunea - 144,2 milioane dolari, presa scrisa - 87,5 milioane dolari, publicitatea outdoor - 19,05 milioane dolari, radio - 17,2 milioane dolari și internet - 3 milioane dolari[11].
- Valoarea brută a pieței de publicitate în 2007 s-a ridicat la 5,17 miliarde de euro[12]. În realitate, bugetele nete de publicitate sunt mult mai mici[12].
- Potrivit mai multor analiști de pe piață, în 2007, pe TV au fost aplicate discounturi medii situate în jurul a 92-95%, iar pe radio, in jurul a 40%[12]. Pentru presa scrisă, discounturile au fost de 40-50%[12]. Canalul de promovare preferat de companii în 2007 a fost TV-ul, care a adunat 92% dintre bugetele brute, adică 4,75 miliarde euro[12]. Ziarele au atras 3,41% din bugetele de publicitate, revistele — 3,09%, iar posturile de radio — 1,76%[12].
- Piața de publicitate pe telefonul mobil este estimată pentru anul 2009 la valoarea de 4,5 milioane de Euro[13].

## Piața de publicitate online
În anul 2008 valoarea pieței de publicitate online din România a fost de 19,6 milioane de euro,
față de 2007 când valoarea pieței a fost estimată la 10 milioane de euro.
În anul 2005 piața de publicitate on-line din România a fost estimată la 3 milioane euro
În primul trimestru al anului 2008, primele trei regii de publicitate online aveau o cotă de piața cumulată de 66%.
Boom Advertising se afla pe primul loc în topul regiilor de publicitate, cu o cotă de piață de 32%, calculată în funcție de suma vizitatorilor unici ai site-urilor din portofoliu.
Pe locurile următoare se aflau ArboInteractive cu 21% și Media Pro Interactive cu 13%.
Valoarea pieței de publicitate online din Romania a atins, în anul 2010, cifra de 86 milioane lei (20,4 miloane euro), față de 65 milioane lei în 2009 și 72,4 milioane lei în 2008.

## Piața de relații publice
Piața de relații publice a crescut în anul 2008 cu 25%, la 30 milioane euro, față de anul 2007.

## Servicii medicale
În august 2010, în România existau 425 de spitale.
În prezent (mai 2010) doar 4,1 milioane de români plătesc contribuția la sănătate, în timp ce 11,6 milioane sunt scutiți, din diferite motive, de la această plată.
În total există 16,7 milioane de oameni care beneficiază de servicii de sănătate.
Contribuția la sănătate a angajatorului și a angajatului este în prezent de 10,7%.

## Piața de servicii medicale private
Piața de servicii medicale private este estimată la 400 de milioane de Euro în anul 2009.
Pentru anul 2010 este estimată o creștere de 25% până la 500 milioane euro.
Principalii jucători sunt: Medlife, Medicover, Synevo, Centrul Medical Unirea, Gral Medical, Centrul Medical Sanador, Medsana, Euromedic, Medcenter, Polisano, Centrul Medical Romar și Hiperdia.
În prezent, cele mai mari spitale private sunt Arcadia Hospital din Iași și Memorial Hospital din București.
În anul 2010 se preconizează construcția altor 4 spitale private, de către firmele Sanador, MedLife, Centru Medical Unirea și Medicana Hospital din Turcia.
Piața de logistică este estimată în prezent (mai 2008) la aproximativ 5 miliarde de euro. În același timp, aceasta ar putea avea un ritm de creștere de 22% anual, până în 2010.

## Piața de turism
Piața de turism din România a înregistrat încasări de un miliard de euro în 2006. Pe litoral se estimează, pentru vara anului 2008, o creștere de 15% a numărului de turiști față de anul precedent, la circa două milioane; pe segmentul de incoming sunt asteptați circa 120.000 de turiști, cei mai mulți provenind din țări precum Germania, Franța și Austria; pe segmentul de outgoing, cele mai importante destinații pentru sezonul estival vor fi Grecia unde sunt asteptați peste 300.000 de turiști români, Bulgaria, unde vor merge circa 250.000 de români și Turcia cu 156.000.
În anul 2009, România a fost vizitată de 1,27 milioane de turiști străini, care au cheltuit 1,2 miliarde de dolari.
Prin comparație, Bulgaria a fost vizitată de 5,7 milioane de turiști străini, Ungaria - 9 milioane, Cehia - 6 milioane, Croația - 9,3 milioane, Polonia - 11,8 milioane, Cipru - 2,1 milioane, Austria - 21 milioane, Grecia - 15 milioane iar Turcia - 25 milioane.
România deține cele mai multe săli de jocuri și aparate electronice din Uniunea Europeană.
Numai în București există 700 de săli cu jocuri electronice de noroc și 12 cazinouri.
Comparând, în toată Ungaria sunt doar 3 cazinouri, iar în Grecia 9.
Peste 60% din clienți sunt străini.
Proiectul de promovare a potențialului turistic al României este finanțat din fonduri europene și are alocat 75 milioane de euro până la finalul anului 2013.
În anul 2008, Bucureștiul avea o capacitate de cazare de 16.882 de locuri și a primit 952.000 de turiști, ceea ce înseamnă o utilizare a capacității de cazare de aproape 35%.
Prin comparație, în anul 2009, în Paris au fost 14,8 milioane de turiști, în Londra 14,1 milioane de turiști iar în Budapesta 6-7 milioane de turiști.
În prezent (iulie 2010) Bucureștiul nu beneficiază nici măcar de un site turistic oficial.

### Piața hotelieră
La finalul lui 2008, în București existau șapte hoteluri de cinci stele: Intercontinental, JW Marriott, Athenee Palace Hilton, Casa Capșa, Howard Johnson Grand Plaza, Radisson SAS și Crowne Plaza. Companiile care dețin aceste hoteluri au derulat afaceri cumulate de 109 milioane Euro în anul 2008.
În iunie 2009, Bucureștiul avea 7.396 de camere de hotel de patru și cinci stele, reprezentând peste 72% din capacitatea totală de cazare a Bucureștiului. Tot în iunie 2009, Bucureștiul mai avea în construcție două hoteluri de cinci stele, unul în apropierea podului Băneasa, investiție estimată la 12 milioane de euro, și altul în cadrul unui proiect care include și spații de birouri - Glass House.
În afara Bucureștiului existau doar zece hoteluri de cinci stele, în anul 2008.
În anul 2006, în București existau 41 de hoteluri de trei stele, având în total 2.157 de camere.
La sfârșitul anului 2008, Bucureștiul avea 40 de hoteluri de patru stele, dintr-un total de 122.
În iunie 2008, hotelurile din București erau cu circa 40% mai scumpe față de Berlin și cu 50% față de Ankara, prețurile fiind însă inferioare unităților hoteliere din Moscova, Zurich sau Londra.
Prețul mediu al unei camere într-o unitate hotelieră din București era de circa 128 de euro, cu aproape 30 de euro în plus față de 2007.
În mai 2009, în Cluj-Napoca existau 72 de unități de cazare, dintre care 50 erau hoteluri și 22 - pensiuni, care însumau în total 2.300 de camere.
În anul 2008 unitățile de cazare clujene au realizat vânzări totale de aproximativ 30 milioane euro,
iar în 2009, acestea au scăzut la 25 milioane euro.

## Divertisment
În anul 2009, încasările totale ale cinematografelor (gross box office) au fost de circa 87 milioane lei.
La acestea se adaugă circa 8 milioane lei - suma investită de companii în publicitatea la cinema.

## Jocuri de noroc
În anul 2008, piața cazinourilor live ajunsese la un miliard de euro dar a scăzunt până la 200 de milioane de euro în 2011.
În anul 2009, existau 14 cazinouri în București și 12 în provincie.
Până în august 2011 au mai rămas doar 11, șase în București și cinci în provincie.

## Piața de francize
Piața francizei a depășit 730 milioane euro în anul 2004.
Prima franciză clasică recunoscută intrată pe teritoriul românesc a fost McDonald's în anul 1995.

## Piața de curierat
- Piața de curierat a avut o valoare de 250 milioane Euro în anul 2008[44]. Pentru 2009, se estimează o scădere la 200 milioane euro[44].
- Valoarea pieței a fost de 100 milioane euro în 2005[45].
- Cei mai importanți jucători sunt Fan Courier, DHL, UPS, TNT, Pegasus, TCE Curiero.

## Piața de cercetare de piață
Piața locală de market research a ajuns în 2008 la aproximativ 33 milioane euro.

## Piața de recrutări online
Piața de recrutări online a fost estimată în anul 2008 la 5 milioane de euro.

## Transporturile în România

### Transportul aerian în România
Cursuri de aviație în România se pot urma la Școala Superioară de Aviație Civilă, Aeroclubul României, Regional Air Services, Carpatair Flight Training, Alfa Air Services, Special Air Services sau C&I Corporation, precum și la câteva școli mai mici din țară.
În iunie 2008, în România existau șase companii care prestau servicii de aerotaxi.

## Taxi
Piața serviciilor de taximetrie din București este estimată la aproape 100 de milioane de euro pe an (februarie 2012).
Tariful mediu la care au aderat majoritatea companiilor de taxi este de 1,4 lei/km, iar limita legală maximă le permite taximetriștilor să ajungă la 3,5 lei/km.

## Piața de pază și securitate
Piața serviciilor de pază și securitate s-a ridicat în anul 2008 la 543 milioane euro.
În România există circa 1.100 de firme de securitate, cu un număr de peste 100.000 de angajați la nivel național.
Principalii jucători din piața locală sunt G4S Security Services (Danemarca), BGS (Romania), Securitas Security Services (Suedia) sau Rosegur (Spania).

## Piețe financiar-bancare

### Piața bancară
În martie 2009, pe piața din România se aflau 43 de bănci, cu un număr de sucursale și agenții de 6.500, și cu active de 79 miliarde euro.
Activele cumulate ale băncilor erau de 50,9 miliarde euro în anul 2006 și 34,83 miliarde euro în anul 2005.
Profiturile acestui sector au fost de 1,27 miliarde euro în 2008, față de 825 milioane euro în 2007
și 547,7 milioane euro în 2005.
Numărul de sucursale și agenții au crescut în 2007 și 2008 cu câte peste 1.000 de unități.
Numărul salariaților din industria bancară era de 65.655 în decembrie 2007,
a atins, în noiembrie 2008, un maxim de peste 71.900,
și a scăzut la 69.219 în iunie 2009.
În iulie 2010, în România existau 44 de bănci.
În iunie 2009, rețeaua teritorială a sectorului bancar era de 6.446 de unități,
față de 5.481 în decembrie 2007.
În decembrie 2007, bancherii erau în topul celor mai bine plătiți angajați din economie, cu o medie de 1.076 de euro pe lună - salariu triplu față de decembrie 2004.
În iunie 2010, câștigul salarial mediu net al angajaților din bănci s-a ridicat la 3.442 de lei, față de 4.116 de lei în aprilie 2009.
În decembrie 2005, în România existau șapte milioane de carduri de plată active, care puteau fi utilizate la aproximativ 20.000 de POS-uri în magazine și aproape 4.000 de ATM-uri.
România a atins o rată de 336 carduri la la 1.000 de locuitori în 2005 față de media de 663 în Polonia, Cehia și Ungaria.
Numărul de POS-uri instalate a crescut de la peste 11.000 în 2003 la 25.000 în martie 2006.
În februarie 2008, creditul de retail per capita era de circa 500 de euro în România, comparativ cu 1.700 de euro în Ungaria și 1.300 de euro în Polonia.
În plus, aproximativ zece milioane de români, cu vârste de peste 15 ani, nu erau clienți ai niciunei bănci, în timp ce populația bancarizată număra doar 8,4 milioane de persoane.

### Băncile cooperatiste
În România, primele forme ale cooperației de credit au apărut în anul 1851, când a luat ființă prima bancă populară din Ardeal, în ținutul Bistriței.
În perioada 1871-1881 au apărut numeroase societăți de credit și economie în aproape toate orașele mari ale României.
În 1903, este promulgată Legea băncilor populare sătești și a Casei lor centrale.
În anul 1948, cooperativele de credit își încetează activitatea, în baza unei hotărâri a Consiliului de Miniștri, fiind reînființate abia în 1954.
În 1990, este promulgat Decretul-Lege nr. 67 privind organizarea și funcționarea cooperației de consum și de credit, iar în 1996, Parlamentul adoptă Legea nr. 109 privind organizarea și funcționarea cooperației de consum și a cooperației de credit.
În anul 2000, Guvernul emite OUG nr. 97 privind organizațiile cooperatiste de credit, iar în 2002, Parlamentul adoptă Legea 200 pentru aprobarea OUG 97/2000.
În baza acesteia, în urma unor documentații tehnico-bancare și a unor verificări foarte exigente, rețeaua cooperatistă CREDITCOOP primește autorizație de funcționare din partea Băncii Naționale a României.
După 1990, cooperația a cunoscut o dezvoltare constantă.
Apariția, în 1997-1998, a unor bănci populare independente, autointitulate și „cooperative de credit”, care au profitat de unele imperfecțiuni ale sistemului legislativ din acea perioadă, a determinat Guvernul să adopte noi măsuri legislative, interzicând chiar înființarea de noi astfel de instituții.
Noua legislație a dat posibilitatea BNR de a supraveghea și controla activitățile bancare efecuate în cadrul cooperației de credit.
Multe auto-intitulate bănci populare nu au putut fi controlate, o bună perioadă de timp, din cauza unui vid legislativ.
BNR le-a luat în colimator din 2002, însă mult timp nu s-a făcut mai nimic pentru a stopa fenomenul.
Iar Poliția sau Garda Financiară nu le putea verifica activitatea decât împreună cu experți bancari în condițiile în care aceste pseudo-bănci au funcționat ani de zile fără să fie verificate de cineva, se putea ajunge la situația în care mii de deponenți să își piardă toți banii odată cu falimentul acestora.
Au fost înregistrate fraude în cazurile băncilor populare Banca Populară Aurora, Banca Populară de Credit, Credit Bank și Columna Bank.

### Piața asigurărilor
Piața românească a asigurărilor a fost de 2,3 miliarde RON (645,25 milioane euro) în primul trimestru din 2008, în urcare cu 16,8% față de același interval din 2007. Indemnizațiile brute plătite au fost de 998,4 milioane RON (circa 271 milioane euro), în creștere cu 22,8%, față de același interval al anului 2007.
Asiguratorii au plătit în 2007 despăgubiri de 3,35 miliarde RON (circa 1 miliard euro) pentru contractele încheiate, cu 27,71% mai mult decât în 2006, asigurările generale având cea mai mare pondere, de 94,6%.
În iulie 2010 existau 45 de companii de asigurări autorizate în România, cu un capital social subscris de circa 937 milioane euro la sfârșitul lui 2009.

#### Asigurările de locuințe
Asigurarea locuințelor a devenit obligatorie de la data de 15 iulie 2010.
Pentru aceasta a fost înființat Pool-ul de Asigurare Împotriva Dezastrelor Naturale (PAID).
PAID este o societate comercială (constituită din 13 societății de asigurare acționari),
componentă importantă a programului român de asigurare a catastrofelor, gestionat de Ministerul Administrației și Internelor.
Prima obligatorie este de 20 euro în cazul locuințelor tip A (care au structură de rezistență din beton armat, metal ori lemn sau cu pereți exteriori din piatră, caramidă arsă sau din orice alte materiale rezultate în urma unui tratament termic și/sau chimic) și de 10 euro în cazul locuințelor tip B (cu pereți exteriori din caramidă nearsă sau din orice alte materiale nesupuse unui tratament termic și/sau chimic, ca de exemplu paiantă sau chirpici).
Proprietarii care nu își asigură locuințele riscă o amendă cuprinsă între 100 și 500 de lei, care este aplicată de primarul localității în care locuința este amplasată.
Suma maximă asigurată este de 20.000 de euro pentru locuințele de tip A și de 10.000 de euro pentru cele de tip B.
În martie 2010, în România existau aproximativ 8,5 milioane de proprietăți cu destinația de locuință, din care doar 15% erau asigurate printr-o poliță facultativă.

### Piața de fonduri de pensii private
România se află pe o curbă descendentă demografic, de îmbătrânire a populației și scădere a natalității, ceea ce înseamnă că la nivelul anului 2050 raportul salariați-pensionari va fi de 0,4 la 1, față de aproximativ 1 la 1 în prezent (anul 2009).
Din motivele de reducere și îmbătrânire a populației, statul român a introdus în 2007 sistemul de pensii private multipilon testat și recomandat de către Banca Mondială (BM).
Sistemul de pensii private multipilon este compus din pilonul I - de stat, pilonul II - obligatoriu și pilonul III – facultativ de pensii private.
În prezent (august 2009), peste 30 de state din întreaga lume au adoptat sisteme de pensii multipilon asemănătoare, pe construcția recomandată de BM.
Cele mai multe sunt în America Centrală și de Sud (prima dată în Chile, în 1979) și în Europa Centrală și de Est, unde 11 state, inclusiv România, au un asemenea sistem de pensii private multipilon.
În anul 2010, încasările bugetare estimate se ridică la circa 167 miliarde de lei, iar cheltuielile cu pensiile (contributive sau nu) la aproximativ 50 de miliarde de lei, ceea ce înseamnă că 30% din încasările statului din bugetul general consolidat vor merge pe plata pensiilor.
În anul 2009, deficitul sistemului public de pensii (diferența dintre venituri din contribuții sociale - CAS și cheltuielile cu pensiile) a fost de 1,74 de miliarde de euro.
În prima jumătate a anului 2010, deficitul a fost de 1,21 miliarde de euro.
De la 1 aprilie 2009 s-a instituit pentru prima dată o pensie socială minimă, în cuantum de 300 de lei, iar de la 1 octombrie 2009 aceasta a devenit la 350 de lei.
De la 1 aprilie 2009, de această pensie minimă au benificiat aproximativ 808.000 de persoane, din care 455.000 pensionari din sistemul public și 353.000 pensionari agricultori.
În martie 2010, vârsta de pensionare era de 63,9 de ani pentru bărbați și 58,9 ani pentru femei.
Pilonul II
Pensiile private din pilonul II sunt obligatorii pentru salariații sub 35 de ani și opțional pentru cei între 35 și 45 de ani.
Aderarea participanților la un fond de pensii din pilonul II a început pe 17 septembrie 2007 și s-a încheiat pe 17 ianuarie 2008.
Potrivit legii, un fond de pensii trebuie să aibă cel puțin 50.000 de participanți după primii trei ani de la data constituirii ca să rămână pe piață.
La momentul de start din 2007 existau un număr de 18 fonduri de pensii.
În decembrie 2008, activele nete aferente celor 14 fonduri de pensii din pilonul II erau 208,7 milioane euro.
În mai 2009, valoarea activelor a urcat la 343,9 milioane euro.
În septembrie 2009 existau 12 fonduri de pensii private obligatorii cu active nete de 475,4 milioane euro și 4,84 milioane de participanți.
În iunie 2010, cele 9 fonduri de pensii obligatorii de pe piață aveau 5.055.102 participanți înscriși la pilonul II, și aveau active totale de 773,5 milioane euro.
Pilonul III
Primele contribuții în sistemul pensiilor private facultative (pilonul III) au început să fie colectate în mai 2007.
În iunie 2010, existau 13 fonduri de pensii facultative (pilon III), care aveau un număr de 201.908 de participanți, și care aveau un volum total de active nete administrate de 60,5 milioane euro.
În noiembrie 2009, existau 13 fonduri de pensii facultative care aveau 184.000 de participanți și active de 45 milioane euro.
În octombrie 2008 existau 9 fonduri de pensii facultative, cu un număr de 135.000 de participanți și cu active nete totale de 17,9 milioane euro.
Impozitarea pensiilor
În prezent (iulie 2010), doar o cincime dintre pensii sunt impozitate, adică doar cele de peste 1.000 de lei, cărora li se aplică impozit de 16% doar cuantumului care depășește 1.000 de lei.
În acest fel, statul reține doar sume simbolice din acest impozit.
Pentru anul 2010, cheltuielile statului român cu pensiile sunt estimate la 11,5-12 miliarde de euro, deși încasează doar 8 miliarde de euro din CAS.
Prin comparație cu celelalte țări din Europa, Bulgaria, Slovacia și Lituania nu impoziteaza deloc pensiile.
Germania, Norvegia, Austria, Portugalia, Slovenia, Suedia, Finlanda, Letonia, Estonia, Cipru, Malta sau România nu impozitează pensiile cele mai mici.
În schimb, Franța, Spania, Irlanda sau Olanda impozitează inclusiv cele mai mici pensii cu cote între 5,5% (Franța) și 33,5% (Olanda).
Cehia aplică un impozit unic de 15% pe pensii.

### Piața de leasing
Valoarea pieței de leasing a fost de 4,94 miliarde euro în 2007 iar pentru 2008 valoarea pieței a fost evaluată la 6 miliarde euro.
Piața de leasing operațional a fost estimată la 800 de milioane de euro în 2008
și 900 milioane de euro în 2009
Principala diferență între leasingul operațional și leasingul financiar constă în faptul că, în primul caz, companiile specializate asigură și gestiunea, respectiv serviciile postvânzare pentru flotele de mașini.
Piata de leasing operațional a ajuns la finalul lui 2009 la cel puțin 23.000 de vehicule, in crestere cu mai mult de 15% comparativ cu 2008.
Pentru 2010, se estimeaza o crestere de cel putin 20% la nivelul pietei romanesti de leasing operational, la cel putin 27.000 de vehicule.
În anul 2004, volumul operațiunilor de leasing la nivelul întregii țări era estimat la 1,6 miliarde de euro.

### Piața de fonduri mutuale
În iunie 2005, piața internă a fondurilor mutuale deschise și închise se situa în jurul valorii de 93 milioane de euro.
În august 2010, activele cumulate ale fondurilor mutuale erau de 1,1 miliarde euro.

### Piața de meditații
Piața meditațiilor în România se ridică la aproximativ 320 de milioane de euro anual.
Anual, profesorii din mediul urban încasează 83% din 320 de milioane de euro, iar profesorii din mediul rural doar 17%.
Costul mediu al unei ore de meditații (60 minute) se situează în jurul sumei de 18 lei, variind în funcție de gradul de titularizare al profesorilor - cei care predau la liceu sau la facultate solicită o sumă mai mare, comparativ cu cei care predau la gimnaziu.

### Piața de factoring
La sfârșitul lui 2005, piața de factoring era de 550 de milioane de euro.